# МГСУ (станция метро)
«МГСУ» — планируемая станция Московского метрополитена на Сокольнической линии. Будет расположена между планируемой станцией «Ярославская» и действующей «Бульвар Рокоссовского» на территории Ярославского района (СВАО) Москвы. Предполагаемая дата открытия — 2032 год.

## История и проект
С июля 2024 года о планах по строительству станции (на тот момент официально не подтверждённых) сообщали инсайдеры авторитетного форума «Наш транспорт», ссылаясь на Генплан.
Геологоразведочные работы начались в октябре-ноябре 2024 года, а местоположение «МГСУ» стало известно жителям в феврале 2025 года. 6 июня 2025 года было объявлено о начале разработки проекта планировки территории.
Предполагаемая длина перегона «МГСУ» — «Ярославская» составит 5 км, в связи с чем также ожидается строительство эвакуационного выхода примерно в районе станции Московского центрального кольца «Белокаменная», поскольку перегон будет аналогичен перегону, находящемуся между станциями «Крылатское» и «Строгино» на Арбатско-Покровской линии с эвакуационным выходом в виде технической платформы «Троице-Лыково», требующейся для протяжённых участков пути между станциями: перегон «Крылатское» — «Строгино» является самым длинным в московском метро — 6,6 км, время поездки по нему составляет 7 минут.
Ожидаемое открытие станции вместе со станцией «Ярославская» запланировано на 2032 год.

## Значение
Открытие станции значительно улучшит транспортную доступность северо-восточных районов Москвы, особенно для студентов и сотрудников МГСУ, а также жителей ЖК «Сказочный лес».
Ожидается, что станция будет иметь наземную пешеходную пересадку на расположенную поблизости станцию «Лосиноостровская». Такая связка станет важной частью пассажирской инфраструктуры северо-востока Московской агломерации в условиях отказа от строительства центрального участка МЦД-5, официально подтверждённого в ноябре 2024 года.